# Нана (журнал)

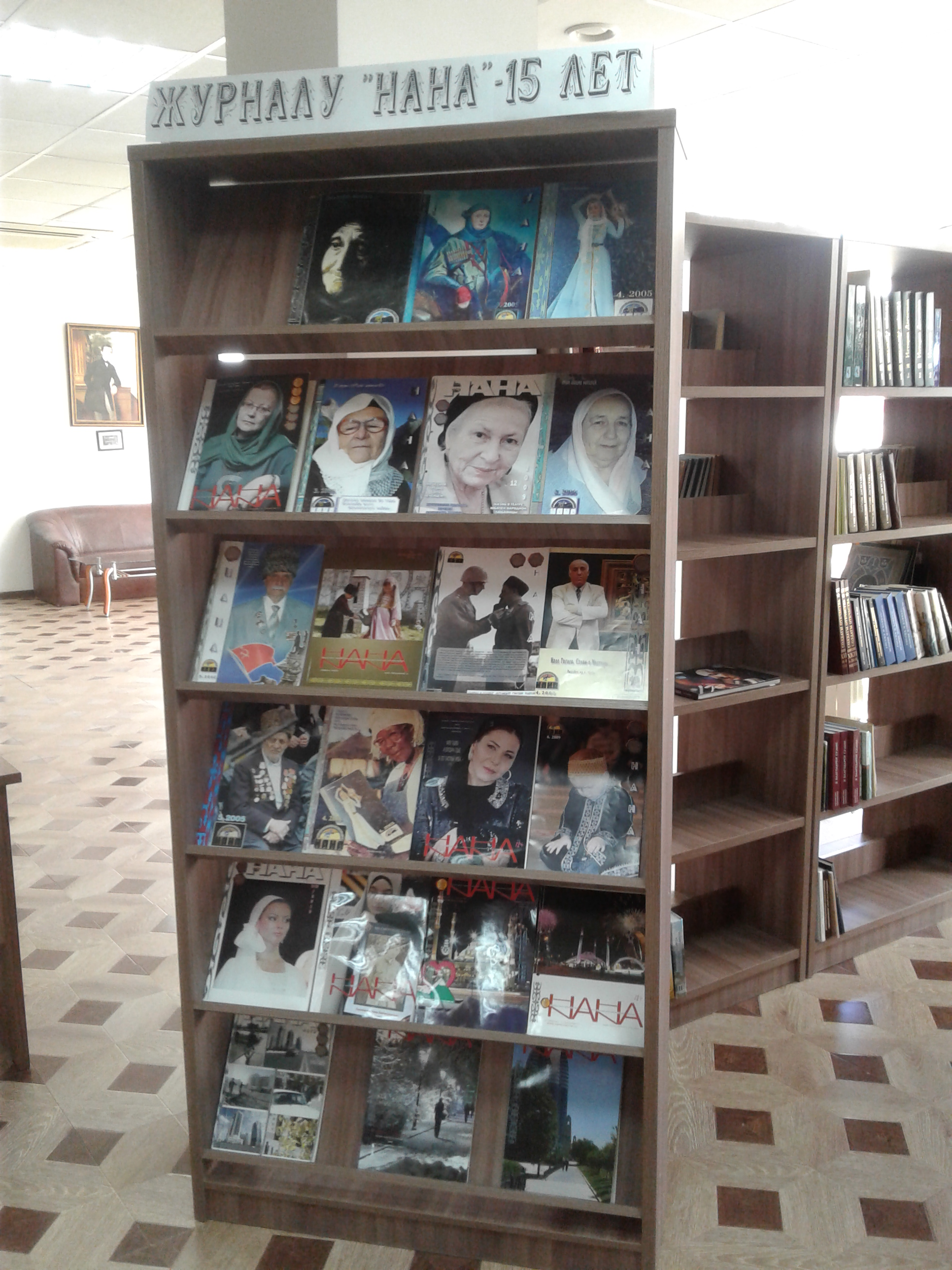
Выставка в Национальной библиотеке Чечни, посвящённая 15-летию журнала.

«На́на» (с чеч. — «мать») — ежемесячный женский литературно-художественный журнал, издающийся в Чеченской Республике.
Распространяется в Чеченской Республике, других регионах России, а также местах проживания чеченской диаспоры в СНГ, Европе, США и других странах. Журнал «Нана» в 2008—2012 годах входил в «Золотой фонд прессы» России.
На страницах журнала печатаются художественные произведения писателей и поэтов разных регионов, национальностей и религиозных убеждений. Поднимаются проблемы воспитания, образования, истории, социально значимые темы.
В первые годы журнал был ежемесячным и имел 96 страниц. По состоянию на 2019 год издаётся раз в три месяца и содержит 72 страницы.